# Nămoloasa
Nămoloasa é uma comuna romena localizada no distrito de Galaţi, na região de Moldávia. A comuna possui uma área de 69.67 km² e sua população era de 2139 habitantes segundo o censo de 2007.